# Chactas raymondhansi
Espèce
Chactas raymondhansi est une espèce de scorpions de la famille des Chactidae.

## Distribution
Cette espèce est endémique de la Trinité à Trinité-et-Tobago. Elle se rencontre sur le mont El Tucuche et le Cerro del Aripo.

## Description
Les mâles mesurent de 55 à 60 mm et les femelles de 60 à 65 mm.

## Étymologie
Cette espèce est nommée en l'honneur de Raymond A. Mendez et Hans E. A. Boos.

## Publication originale
- Francke & Boos, 1986 : Chactidae (Scorpiones) from Trinidad and Tobago. Journal of Arachnology, vol. 14, no 1, p. 15-28 (texte intégral).